# ロナルド・ロス
ロナルド・ロス（Ronald Ross, 1857年5月13日 - 1932年9月16日）は、イギリスの医学者・内科医。インド、アルモーラー生まれ。
インド医務官の職にあった1881年 - 1899年の間、インドにてマラリアの研究を行い、1902年には、リヴァプール大学にて熱帯医学の教授に就任。1926年にはロンドンのロス熱帯病研究所及び病院の責任者になった。
1898年、彼はマラリア原虫がハマダラカの胃にいることを実証し、西アメリカで、これが感染の原因であることを証明した。彼はこれにより、1902年にノーベル生理学・医学賞を受賞した。
1901年王立協会フェローに選出、1909年ロイヤル・メダル受賞。1911年にナイトに叙勲された。1923年アルバート・メダル受賞。
彼はまた、詩や小説、数学の研究を出版し、伝記文学として1923年にジェイムズ・テイト・ブラック記念賞を受賞した。